# Friede Sei Mit Dir (EP)
Friede Sei Mit Dir è un extended play (EP) del gruppo death/folk metal tedesco Die Apokalyptischen Reiter, pubblicato il 19 maggio 2006 in anteprima al loro nuovo lavoro Riders on the Storm, pubblicato solo 3 mesi più avanti nell'agosto del 2006.

## Tracce
1. Friede Sei Mit Dir – 3:00
2. Wenn Ich Träume – 3:10
3. Ghostriders In The Sky – 3:33
4. Komm (Rerecording) – 3:13

## Formazione
- Fuchs - voce
- Pitrone - chitarra
- Volk-Man - basso
- Sir G - batteria
- Dr. Pest - tastiere